# 楊帆 (演員)
楊帆（1943年—2006年10月），本名楊光熹，四川威遠人。幼時即隨家人來台定居。是早期在香港發展最為成功的台灣演員之一。
1977年因精神狀況出現問題，家人再三思索，決定將他送至台中市靜和醫院療養。自此住院29年。
2006年10月，因呼吸窘迫送往行政院衛生署台中醫院檢查，發現是肺癌末期且癌細胞已擴散，一週後即病逝，享年63。

## 從影經歷
時任中央電影公司總經理龔弘開設了影藝研究班來招募新人，此時的楊帆也報名了演技研究的課程，參與了李行導演執導的《街頭巷尾》。1966年成為邵氏兄弟基本演員，並簽下七年合約。1970年初與邵氏解約，同年9月因憂鬱症住院；康復後重回影壇，主演《先生太太下女》（1971）、《琴韻心聲》（1971）、《她怎麼辦》（1972）。
之後轉戰電視圈，加入華視為基本演員，之後也演出中視連續劇《大路》、《大地風雷》、《一代暴君》等。

## 感情世界
年僅23歲的楊帆便與家境富裕的陳海倫結婚，陳海倫那時才18歲，她從美國學校畢業後，也曾以藝名陳瑛演過戲劇，在《煙雨濛濛》（1965）中飾演女主角歸亞蕾的妹妹。

## 作品

### 電影
- 慈母淚 (1953)
- 爸爸萬歲 (1954)
- 新李三娘 (1955)
- 青春鼓王 (1967)
- 船 (1967)......杜嘉文
- 雲泥 (1968)......黎易非
- 狂戀詩 (1968)......朱小春
- 慾焰狂流 (1969)......陳漢民
- 青春戀 (1970)
- 胡姬花 (1970)
- 兒女是我們的 (1970)
- 先生太太下女 (1971)
- 她怎麼辦﹖ (1971)
- 琴韻心聲 (1971)
- 鬼新娘 (1972)......聂云鹏